# Caroline Schelling
Caroline Schelling (geboren als Caroline Michaelis) (Göttingen, 2 september 1763 — Maulbronn, 7 september 1809) was een Duitse intellectueel, schrijver, vertaler en literair criticus  en de vrouw van August Wilhelm von Schlegel en later van Friedrich von Schelling. 

## Biografie
Schelling werd geboren onder de naam Michaelis in 1763 te Göttingen als dochter van de oriëntalist Johann David Michaelis (1717–1791). In 1784 trouwde ze met Franz Böhmer in Clausthal. Hij overleed in 1788 en ze hertrouwde in 1796 met August Wilhelm von Schlegel, maar ze scheidden in 1803. Ze werd uiteindelijk de vrouw van de filosoof Friedrich von Schelling tot aan haar dood in 1809 te Maulbronn.